# Dominic Catalano
Dominic Catalano (* 1956 in Syracuse/New York) ist ein US-amerikanischer Kinderbuchautor und -illustrator.
Catalano studierte Kunsterziehung und bildende Kunst an der State University of New York, erlangte den Mastergrad an der Syracuse University und den Ph.D für Kunsterziehung an der Ohio State University. 1978 gründete er in seiner Heimatstadt die Cat Graphics Design and Illustration, deren Eigentümer und Leiter er seitdem ist. Neben der Tätigkeit als Kunst- und Musiklehrer an verschiedenen Schulen im Staat New York arbeitete er zwischen 1982 und 1986 als Grafiker und künstlerischer Leiter für das Herald Journal und den Post Standard in Syracuse.
Seit 1988 unterrichtet Catalano Design, Malerei und Illustration am Cazenovia College, von 1989 bis 1991 war er Professor für Illustration am State College of New York at Oswego., danach war er zwei Jahre Lehrer für Grafikdesign am Onondaga County Board of Cooperative Educational Services.
Seit Anfang der 1990er Jahre trat Catalano als Illustrator von Kinderbüchern wie Joan Elizabeth Goodman Serie über den Elefanten Bernard und Marilyn J. Woodys Basil Bear-Serie hervor. Daneben entstanden auch mehrere eigene Bücher mit eigenen Illustrationen.

## Werke
- Wolf Plays Alone, 1992
- The Highland Minstrel Players Proudly Present Frog Went a-Courting: A Musical Play in Six Acts, 1998
- Santa and the Three Bears Boyds, 2000
- Mr. Basset Plays Boyds, 2003
- Hush!: A Fantasy in Verse, 2004

## Illustrationen
- Arnold Sundgaard: The Bear Who Loved Puccini, 1992
- Nancy W. Carlstrom: Rise and Shine, 1993
- Eric L. Houck, Jr.: Rabbit Surprise, 1993
- Roni Schotter: Monsieur Cochon, 1993
- Roni Schotter: That Extraordinary Pig of Paris, 1994
- Larry Dane Brimner: Merry Christmas, Old Armadillo, 1995
- Christine San Jose: Sleeping Beauty, 1997
- Marilyn J. Woody: Basil Bear Takes a Trip, 1998
- Marilyn J. Woody: Basil Bear Goes to Church, 1998
- Joan Elizabeth Goodman: Bernard's Nap, 1999
- Marilyn J. Woody: Basil Bear Learns to Tell Time, 1999
- Joan Elizabeth Goodman: Bernard's Bath, 2000
- Hazel Hutchins: The Wide World of Suzie Mallard, 2000
- Tobi Tobias: The Ballerina Cat, 2000
- Patricia L. Barnes-Svarney: A House for Wanda Wood Duck, 2001
- Joan Elizabeth Goodman: Bernard Goes to School, 2001
- Dandi Daley Mackall: A Tree for Christmas, 2004
- Miriam Aroner: Clink, Clank, Clunk, 2005